# Robert Coppieters

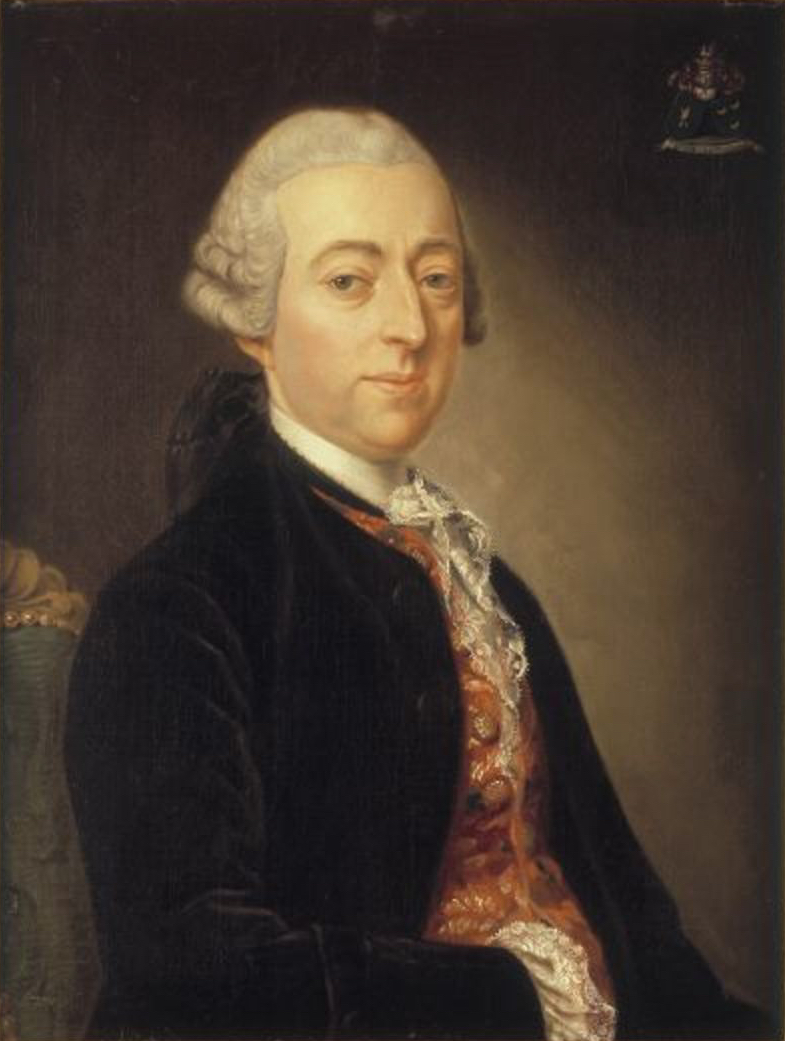
Robert Coppieters

Robert Coppieters (Brugge, 27 april 1727 - 4 september 1797) was burgemeester van Brugge.

## Familie
Robert François Ghislain Marie Baron Coppieters was de zoon van Robert Coppieters (1688-1754), algemeen ontvanger voor de provinciale rechten en belastingen voor West-Vlaanderen, en van Catharina van Egmont.  
Hij trouwde in 1753, na zeven jaar verloving, met Jeanne Le Bailly (Brugge, 1747 - 1807), dochter van Joseph Le Bailly, burgemeester en ontvanger-generaal van het Brugse Vrije en van Marie-Caroline de Schietere de Damhouder. Ze hadden twee dochters. Maria Coppieters (1753-1794) trouwde met Antoine de Peneranda (1747-1824), stadsontvanger en schepen van Brugge. Antonia Coppieters (1763-1802) trouwde met baron Jacques Lauwereyns de Diepenhede (1770-1830), schepen van het Brugse Vrije.
Robert Coppieters had een heel druk leven, als schepen en burgemeester van de stad Brugge, als lid van de Staten van Vlaanderen, als ontvanger, als bestuurder van allerhande instellingen (in het bijzonder van het Sint-Janshospitaal) en als dagboekschrijver.

## Vroegste Curriculum
Coppieters behaalde in 1746 het diploma van licentiaat in de rechten aan de oude Universiteit Leuven. Hij liep twee jaar stage bij een procureur verbonden aan de Raad van Vlaanderen in Gent. 
Vervolgens diende hij enkele tijd als officier in het infanterieregiment van markies De Prié.

## Bestuurder van de stad Brugge
Pas 22 geworden, trad Coppieters in 1749 als raadslid toe tot de stadsmagistraat van Brugge en in 1752 werd hij schepen. In november 1767 werd hij eerste schepen van de stad Brugge. Zijn burgemeester was Jan de la Coste die op 9 februari 1771 overleed. De zetel bleef enkele weken vacant, en op 8 april werd Charles Le Bailly de Marloop, die tot dan hoogpointer van de kasselrij Kortrijk was, tot burgemeester van Brugge benoemd. Hij was de schoonbroer van Coppieters, maar deze nauwe verwantschap belette niet dat deze eerste schepen bleef, net zoals het niet belette dat zijn broer Philippe-Joseph Le Bailly tresorier-generaal van de stad bleef. De drie spanden zich samen in om, volgens de opdracht door het centraal bestuur gegeven, de stadsfinancies te saneren. Als gevolg hiervan kon de stad weer belastingen aan de schatkist betalen. 
In 1776 werd, vooral onder zijn impuls, een Algemene Armenkamer opgericht, die de bedelarij afschafte.
In de loop van het jaar 1778 klom Le Bailly op naar hogere functies en Coppieters werd burgemeester. Hij werd in dit mandaat bevestigd op 8 maart 1788. Tijdens de Brabantse Omwenteling werd in december 1789 een nieuw stadsbestuur aangesteld en Coppieters wenste daar niet aan mee te doen. Hij was maar wat blij dat Karel de Schietere de Caprijke hem opvolgde.
Begin 1791 waren de Oostenrijkers daar terug en Coppieters nam, flink tegen zijn zin, het ambt weer op. Na een jaar aandringen werd zijn ontslag aanvaard en werd hij opgevolgd door Jozef van Caloen. Als oud-burgemeester bleef hij echter deel uitmaken van het Brugse stadsbestuur en kon toen nog verschillende keren diensten bewijzen aan het Oostenrijks bestuur. Hij werd ervoor met een baronstitel bedankt.
Zijn invloed liep natuurlijk ten einde door de definitieve aanhechting van de gewesten bij Frankrijk, vanaf juni 1794. Coppieters bracht de laatste jaren van zijn leven door als aandachtig toeschouwer van wat in die onrustige tijden gebeurde.

## Lid van de Staten van Vlaanderen
Het schepenambt en burgemeestersambt van Brugge bracht mee dat Coppieters als permanent lid zitting had in de Staten van Vlaanderen, het parlement van het graafschap Vlaanderen. Hij nam zijn opdracht zeer ter harte en verbleef dan ook vaak in Gent. Door zijn vele relaties evenals door het feit dat zijn schoonbroer de Staten voorzat, was zijn invloed niet gering.
Coppieters verzorgde zijn relaties. Hij trok regelmatig naar Brussel om er de contacten te verstevigen met de machthebbers van het ogenblik, ministers, leden van de collaterale raden, hovelingen enz.

## Ontvanger
Ontvanger zijn van gemeenten of andere instellingen en vooral van door de hogere overheid geleide diensten, behoorde sinds verschillende generaties tot de activiteiten binnen de familie Coppieters. Robert Coppieters was vanaf 1752, in opvolging van zijn vader, ontvanger van de provinciale rechten in het gewest West-Vlaanderen. In 1791 werd hij uitbetaler van de staatsrenten binnen de regio Brugge.
In juni 1794 werden zijn ontvangerschappen verbeurd verklaard en kwam de Franse bezetter de fondsen ophalen die zich nog in zijn koffer bevonden.

## Andere activiteiten
Coppieters was onder meer
- bestuurder van de Berg van Barmhartigheid;
- armenmeester voor de Onze-Lieve-Vrouwparochie;
- gouverneur van de Bogaerdenschool;
- voogd van het Sint-Janshospitaal;
- lid van commissies voor de bevordering van de visvangst, de afschaffing van de bedelarij en het bevorderen van het onderwijs voor arme kinderen;
- beheerder en mede-eigenaar van de Brugse schouwburg;
- proost van de Rederijkerskamer van de Heilige Geest;
- lid en proost van de Edele Confrérie van het Heilig Bloed.

## Dagboekschrijver
Vanaf het jaar 1767 schreef Coppieters een goed bijgehouden dagboek en hield dit vol tot enkele dagen voor zijn dood. Hierin stelde hij talrijke evenementen op schrift, zowel wat betreft de politieke gebeurtenissen als wat betreft de kleine huishoudelijke en familiale zaken. Hierdoor is zijn dagboek (in 1907 grotendeels gepubliceerd) een getuigenis van eerste rang geworden over het leven in de achttiende eeuw.